# Holland Sport in het seizoen 1969/70
Het seizoen 1969/1970 was het 16e jaar in het bestaan van de Haagse betaaldvoetbalclub Holland Sport. De club kwam uit in de Eredivisie en eindigde daarin op de negende plaats. Tevens deed de club mee aan het toernooi om de KNVB beker, hierin werd in de eerste ronde, na strafschoppen, verloren van Excelsior (2–2).

## Wedstrijdstatistieken

### Eredivisie
|       | ADO   | Ajax  | AZ '67 | DOS   | DWS   | Feijenoord | Go Ahead | Haarlem | GVAV  | MVV   | NAC   | N.E.C. | PSV   | Sparta | SVV   | Telstar | FC Twente '65 |
| ----- | ----- | ----- | ------ | ----- | ----- | ---------- | -------- | ------- | ----- | ----- | ----- | ------ | ----- | ------ | ----- | ------- | ------------- |
| Thuis | 4 – 2 | 1 – 4 | 2 – 3  | 3 – 3 | 3 – 0 | 0 – 0      | 2 – 2    | 2 – 1   | 0 – 1 | 2 – 1 | 1 – 1 | 2 – 0  | 0 – 3 | 2 – 3  | 2 – 1 | 2 – 0   | 3 – 1         |
| Uit   | 1 – 1 | 5 – 1 | 1 – 1  | 0 – 1 | 2 – 0 | 8 – 2      | 1 – 2    | 0 – 2   | 0 – 0 | 2 – 0 | 2 – 3 | 3 – 1  | 4 – 1 | 2 – 1  | 0 – 1 | 3 – 0   | 3 – 0         |

### KNVB beker
| 1e ronde                                      | Excelsior                             | 2 – 2 (1 – 0, 2 – 2) Na strafschoppen | Holland Sport                              |
| 14 december 1969 Plaats: Rotterdam Woudestein | Thijs Libregts 35' Aad den Butter 57' |                                       | 71' Joop van Maurik 88' Robbie van der Bol |

### Intertoto Cup
| Groep A5                                      | Holland Sport                                        | 2 – 0 (1 – 0)    | MSV Duisburg         |
| 27 mei 1970 Plaats: Den Haag Houtrust         | Jan Boskamp 3' Siem Bolleboom                        | Wedstrijdverslag |                      |
| Groep A5                                      | Košice                                               | 4 – 1 (1 – 0)    | Holland Sport        |
| 30 mei 1970 Plaats: Košice Štadión Lokomotívy | Ján Strausz –', –' Jozef Desiatnik František Hoholko | Wedstrijdverslag | Theo Valkenhoff      |
| Groep A5                                      | MSV Duisburg                                         | 2 – 1 (0 – 0)    | Holland Sport        |
| 6 juni 1970 Plaats: Duisburg Wedaustadion     | Budde Willibert Kremer                               | Wedstrijdverslag | 80' Paul Roodnat     |
| Groep A5                                      | Holland Sport                                        | 0 – 2 (0 – 2)    | Košice               |
| 10 juni 1970 Plaats: Den Haag Houtrust        |                                                      | Wedstrijdverslag | 31', 40' Ján Strausz |
| Groep A5                                      | Holland Sport                                        | 1 – 2 (1 – 1)    | Åtvidabergs FF       |
| 13 juni 1970 Plaats: Den Haag Houtrust        | Jan Boskamp 1'                                       | Wedstrijdverslag | –' (51) Ekberg       |
| Groep A5                                      | Åtvidabergs FF                                       | 2 – 1 (2 – 1)    | Holland Sport        |
| 21 juni 1970 Plaats: Åtvidaberg Kopparvallen  | Onbekend                                             |                  | Onbekend             |

## Statistieken Holland Sport 1969/1970

### Eindstand Holland Sport in de Nederlandse Eredivisie 1969 / 1970
| Stand | Gespeeld | Gewonnen | Gelijk | Verloren | Punten | Doelpunten voor | Doelpunten tegen |
| ----- | -------- | -------- | ------ | -------- | ------ | --------------- | ---------------- |
| 9e    | 34       | 13       | 7      | 14       | 33     | 48              | 63               |

### Topscorers
| #                 | Naam                | Goal |
| ----------------- | ------------------- | ---- |
| 1.                | Sjaak Roggeveen     | 16   |
| 2.                | Joop van Maurik     | 10   |
| 3.                | Jan Boskamp         | 7    |
| 4.                | Paul Roodnat        | 6    |
| 5.                | Robbie van der Bol  | 2    |
| 5.                | Hans Dorjee         | 2    |
| 7.                | Siem Bolleboom      | 1    |
| 7.                | Arie Don            | 1    |
| 7.                | Frans van der Heide | 1    |
| 7.                | Theo Valkenhoff     | 1    |
| Onbekend doelpunt |                     |      |
| –                 | Onbekend            | 1    |
| Totaal            | Totaal              | 48   |

| #      | Naam               | Goal |
| ------ | ------------------ | ---- |
| 1.     | Robbie van der Bol | 1    |
| 1.     | Joop van Maurik    | 1    |
| Totaal | Totaal             | 2    |

| #                 | Naam            | Goal |
| ----------------- | --------------- | ---- |
| 1.                | Jan Boskamp     | 2    |
| 2.                | Siem Bolleboom  | 1    |
| 2.                | Paul Roodnat    | 1    |
| 2.                | Theo Valkenhoff | 1    |
| Onbekend doelpunt |                 |      |
| –                 | Onbekend        | 1    |
| Totaal            | Totaal          | 6    |

## Voetnoten
ADO ·
Ajax ·
AZ '67 ·
DOS ·
DWS ·
Feijenoord ·
Go Ahead ·
Haarlem ·
Holland Sport ·
GVAV ·
MVV ·
NAC ·
N.E.C. ·
PSV ·
Sparta ·
SVV ·
Telstar ·
FC Twente '65